# 董智勇
董智勇（1927年9月—），男，河北滦县人，中华人民共和国林业部副部长，教授级高级工程师。

## 生平
董智勇是河北省滦县老站人。1952年自东北农学院森林系毕业。起初在中央人民政府林业部行政委员会林业局从事育苗、造林等技术工作。1954年在中华人民共和国林业部森林经管局任工程师。1957年起，从事林业政策研究。1978年到1987年，历任国家林业总局森林经管局副局长，森林保护司副司长，林业部副部长，林业部科学技术委员会副主任等职。任内组织实施了三北防护林、沿海防护林、平原绿化、太行山绿化、沙漠治理等大型防护林建设。在董智勇倡导和组织下，充实了林业部属6所林业大学和林学院及多所中等林业学校。他还参与起草了《中华人民共和国森林法》、《中华人民共和国野生动物保护法》、《森林防火条例》等法律法规。
1986年10月，林业部领导分工，防火和教育归副部长董智勇管。1987年5月6日，大兴安岭火灾发生，5月7日上报。当时，董智勇正根据国务院副总理田纪云的批示，在安徽和江西考察南方森林砍伐情况。林业部防火办未及时向董智勇报告火灾情况，也未向江西省林业厅通报。直到5月10日晚，正在江西抚州的董智勇看电视才得知大兴安岭起火，随即联系回北京。5月11日下午4点，董智勇回到北京。次日清晨飞到哈尔滨，从哈尔滨坐直升机直奔灾区。到现场后，信息都被中共黑龙江省委控制，既不让董智勇去火场，也不让他联系扑火前线，省委开会也不让董智勇去听。董智勇向田纪云报告，田纪云马上任命董智勇为大兴安岭火灾前线副总指挥，董智勇这才有资格参加各种会议。
当时根据国务院决定，成立了前线总指挥部，中共黑龙江省委书记孙维本任总指挥，沈阳军区副司令员石宝源、中共黑龙江省委副书记周文华、内蒙古自治区人民政府副主席白俊卿、林业部副部长董智勇、徐有芳任副总指挥。总指挥部下设五个分指挥部，实行分片指挥。林业部副部长徐有芳在起火后第一个到达现场。董智勇对徐有芳表示，大兴安岭救火应以林业部为主，以林业、消防为主，不应以缺少救火常识和训练的沈阳军区部队为主，并建议徐有芳请林业部向田纪云汇报。但后来接到的命令仍是坚守阵地。徐有芳建议董智勇到西线的内蒙古满归成立一个分指挥部。当时分东线、西线灭火，西线是内蒙古满归，为分指挥部；东线是黑龙江加格达奇，为总指挥部。经上级批准，董智勇到西线指挥灭火。5月25日扑灭大火后，总结经验教训，向国务院汇报。
1987年5月末，因为红场飞机事件，苏联将莫斯科卫戍区司令撤职，此事被中国媒体热炒，又提出谁该为大兴安岭火灾负责。同时，有一封匿名信举报董智勇，当时一位领导说：“这个董智勇，不好好救火，在那发牢骚，讲怪话！”董智勇不知道自己讲了什么被告发，上级也不让他看此信。
1987年6月6日，国务院全体会议讨论大兴安岭特大森林火灾事故的处理问题，作出《国务院关于大兴安岭特大森林火灾事故的处理决定》，决定撤销杨钟的林业部部长职务，提请全国人大常委会审议批准。1987年6月23日，国务院召开常务会议，继续追究事故责任，决定撤销董智勇的林业部副部长职务，并责成黑龙江省人民政府作出认真深刻的检查，当天会议通过的《国务院关于撤销董智勇同志林业部副部长职务的决定》称，“董智勇同志是林业部分管护林防火工作的副部长，在护林防火工作上缺乏应有的责任感，犯有严重的官僚主义错误和失职行为，对大兴安岭特大森林火灾事故负有重要责任。经国务院常务会议讨论，决定撤销董智勇同志林业部副部长职务。”同日，第六届全国人民代表大会常务委员会第二十一次会议通过《全国人民代表大会常务委员会关于大兴安岭特大森林火灾事故的决议》，批准了国务院关于撤销杨钟林业部部长职务的决定。
遭撤职后，董智勇收到各地寄来的数百封信，来话问候、到家看望的人也很多，一天十多批，国内外都有，既有部长、厅长，也有普通工人，还有专家学者、外国驻华大使等，他们对董智勇为中国林业的贡献给予了肯定。1987年9月，有个关于环境保护的国际会议，原本该董智勇去，后另派他人去，领回一张奖状，表扬董智勇个人为自然保护作出的贡献。奖状带回后，去参会的那位负责人因不懂英语，将奖状挂在了他自己的办公室里。
撤职5个多月后，中共中央组织部安排董智勇任林业部科技委员会主任。1989年，又让他任中国林学会理事长。1989年5月29日，董智勇带队到美国考察林业科技，受到美国林务局局长接待。1993年，水利部成立中国治沙暨沙业学会，董智勇任理事长，任职10年到2003年卸任。另外董智勇被撤职后，国家环保局曾聘他为顾问，任职5年。